# 1936年ガルミッシュ・パルテンキルヘンオリンピック
1936年ガルミッシュ・パルテンキルヘンオリンピック（1936ねんガルミッシュ・パルテンキルヘンオリンピック）は、1936年2月6日から2月16日まで、ドイツのガルミッシュ＝パルテンキルヒェンで行われた冬季オリンピックである。ガルミッシュ・パルテンキルヘン1936（Garmisch-Partenkirchen 1936）と呼称される。

## 概要

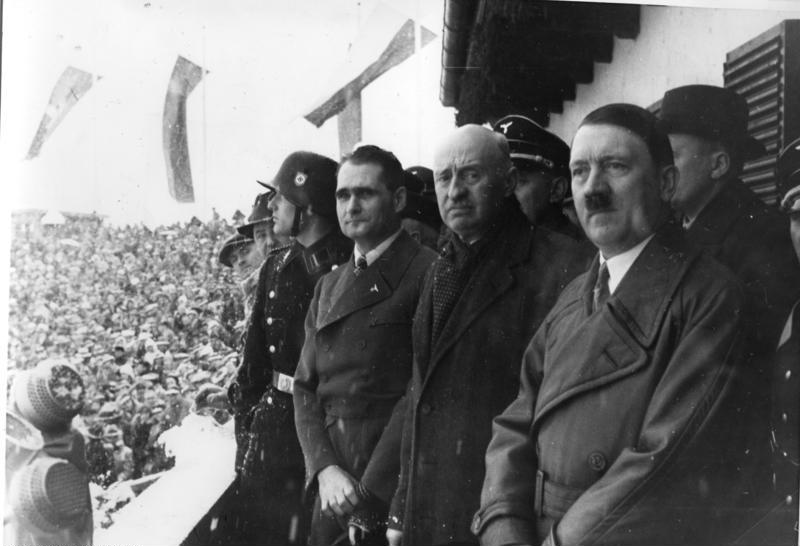
開会式に臨む（右から）ヒトラー、ド・バイエ＝ラトゥールIOC会長、ルドルフ・ヘス

参加28カ国、1611人の選手が参加。2月6日の開会式は、公称収容人員10万人のオリンピック・スキー・スタジアムで実施。入場行進は各国の大会役員を含め1500人が参加、開会宣言はヒトラーが行った。同年8月に開催された1936年ベルリンオリンピックと同じく、ナチスのプロパガンダ要素が多かったが、国際オリンピック委員会から強い抗議を受けて、この期間中は町中のユダヤ人撲滅ポスターははがされた。日本からは初となる12歳のスケート選手が出場している。

## ハイライト
ノルウェーのビルガー・ルードがスキージャンプで2連覇を達成した。日本勢は伊黒正次が7位、龍田峻次が転倒して最下位に終わったものの最長飛距離の77mを飛ぶ健闘を見せた。
ルードはアルペンスキー複合にも出場、ダウンヒルで1位となり、ジャンプとの2冠も期待されたが、スラロームの1本目で転倒、トータルで4位にとどまり、メダルに届かなかった。
日本人選手はメダルには届かなかったもののスピードスケート男子500mには石原省三が出場し、4位に入り日本人として冬季オリンピック初の入賞を果たした。さらにフィギュアスケートに12歳（小学6年生）の稲田悦子が出場、10位となっている。

## 実施競技
| - アイスホッケー - アルペンスキー - クロスカントリースキー - スキージャンプ - スピードスケート |  | - ノルディック複合 - フィギュアスケート - ボブスレー - バイアスロン（公開競技） |

## 各国の獲得メダル
| 順 | 国・地域         | 金 | 銀 | 銅 | 計 |
| -- | ---------------- | -- | -- | -- | -- |
| 1  | ノルウェー       | 7  | 5  | 3  | 15 |
| 2  | ドイツ（開催国） | 3  | 3  | 0  | 6  |
| 3  | スウェーデン     | 2  | 2  | 3  | 7  |
| 4  | フィンランド     | 1  | 2  | 3  | 6  |
| 5  | スイス           | 1  | 2  | 0  | 3  |
| 6  | オーストリア     | 1  | 1  | 2  | 4  |
| 7  | イギリス         | 1  | 1  | 1  | 3  |
| 8  | アメリカ合衆国   | 1  | 0  | 3  | 4  |
| 9  | カナダ           | 0  | 1  | 0  | 1  |
| 10 | フランス         | 0  | 0  | 1  | 1  |
| 10 | ハンガリー       | 0  | 0  | 1  | 1  |